# Buchhandlung Walther König

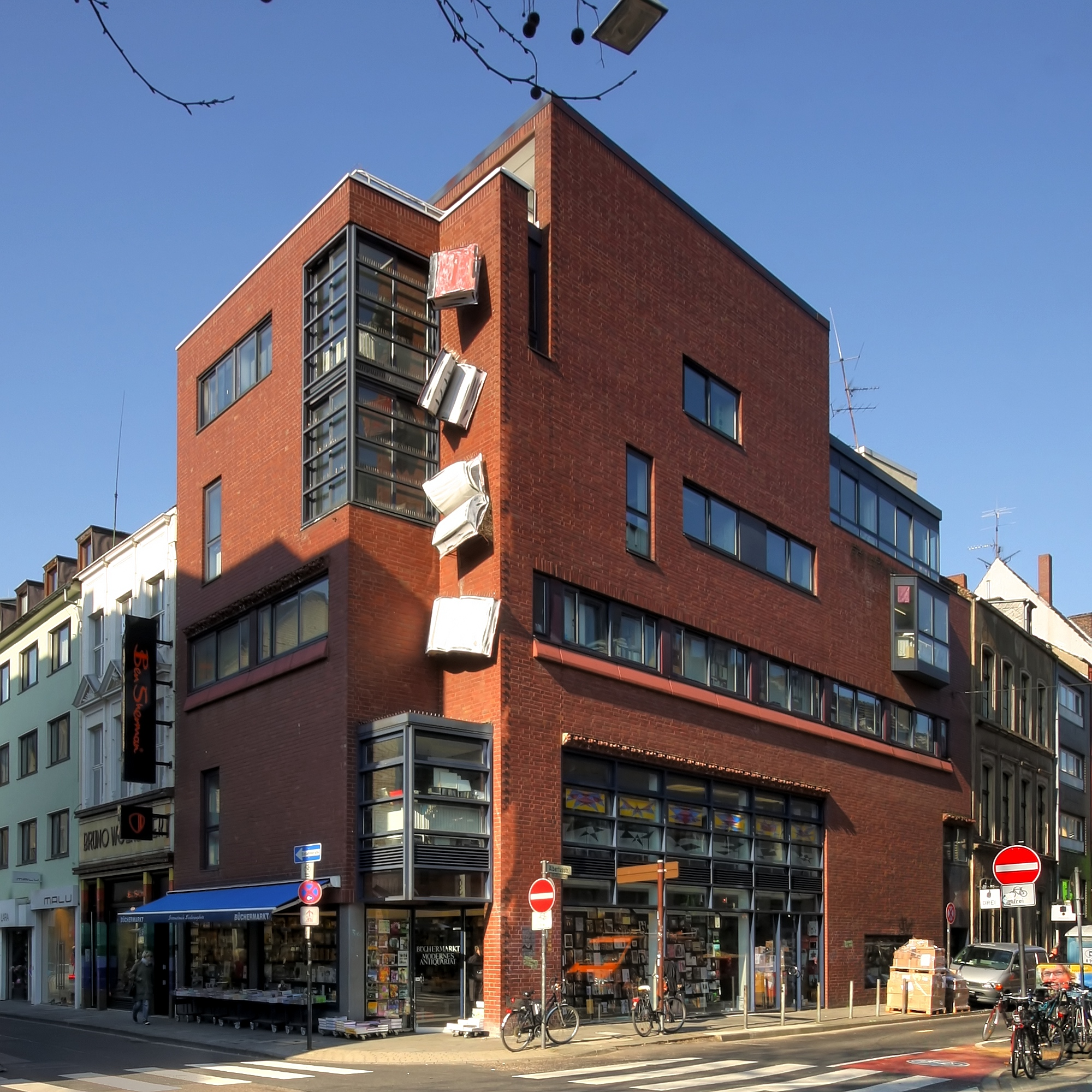
Stammhaus der Buchhandlung Walther König
An der Hauswand befindet sich die Skulptur Stürzende Bücher von Julian Opie, im Februar 2011

Die Buchhandlung Walther König ist eine Verlagsbuchhandlung für Kunst und Kunstwissenschaft, Architektur, Kunstgewerbe, Design, Mode, Fotografie, Film und Kunsttheorie sowie für Ausstellungskataloge mit Sitz in Köln.

## Geschichte
Der Buchhändler Walther König (* 12. Januar 1939) stammt aus Münster, wo sein Vater Walther ein Farbengeschäft führte. Zu seinen Geschwistern gehörten der Unternehmer Franz Wilhelm König, der Architekt Fritz König und der ehemalige Direktor des Museum Ludwig in Köln, Kasper König. 
Nach den Anfängen 1963 in Köln, mit der Lehre als Buchhändler in der Bücherstube am Dom und einem Versuch, in New York Fuß zu fassen im Jahr 1968, gründete König 1969 mit wenig Kapital die Buchhandlung in Köln. Durch seine gute Vernetzung in der Kölner Kunstszene, die Ende der 1960er Jahre aufblühte, wurde seine Buchhandlung zu einem Künstler-Treffpunkt. Zum Erfolg der Anfangsjahre trug der Vertrieb des Katalogs zur Ausstellung Die Kunst der 60er Jahre im Wallraf-Richartz-Museum bei. Die Buchhandlung wurde in den 1980er Jahren von zahlreichen Künstlern (Albert Oehlen und Werner Büttner), Galeristen (Max Hetzler) und Verlegern (Benedikt Taschen) nahezu täglich besucht. Sie gilt heute als eine der wichtigsten Adressen für Literatur zu zeitgenössischer Kunst.
Parallel gründete König mit seinem jüngeren Bruder Kasper den Verlag Gebrüder König, mit Filiale in New York. Beispiele für besondere verlegerische Erfolge sind 1971 das erste Künstlerbuch von Gilbert & George sowie das 2003 verlegte Künstlerbuch Findet mich das Glück von Peter Fischli und David Weiss von 2003, das mit einer Auflage von mehr als 300.000 Stück zum meistverkauften Künstlerbuch überhaupt wurde.

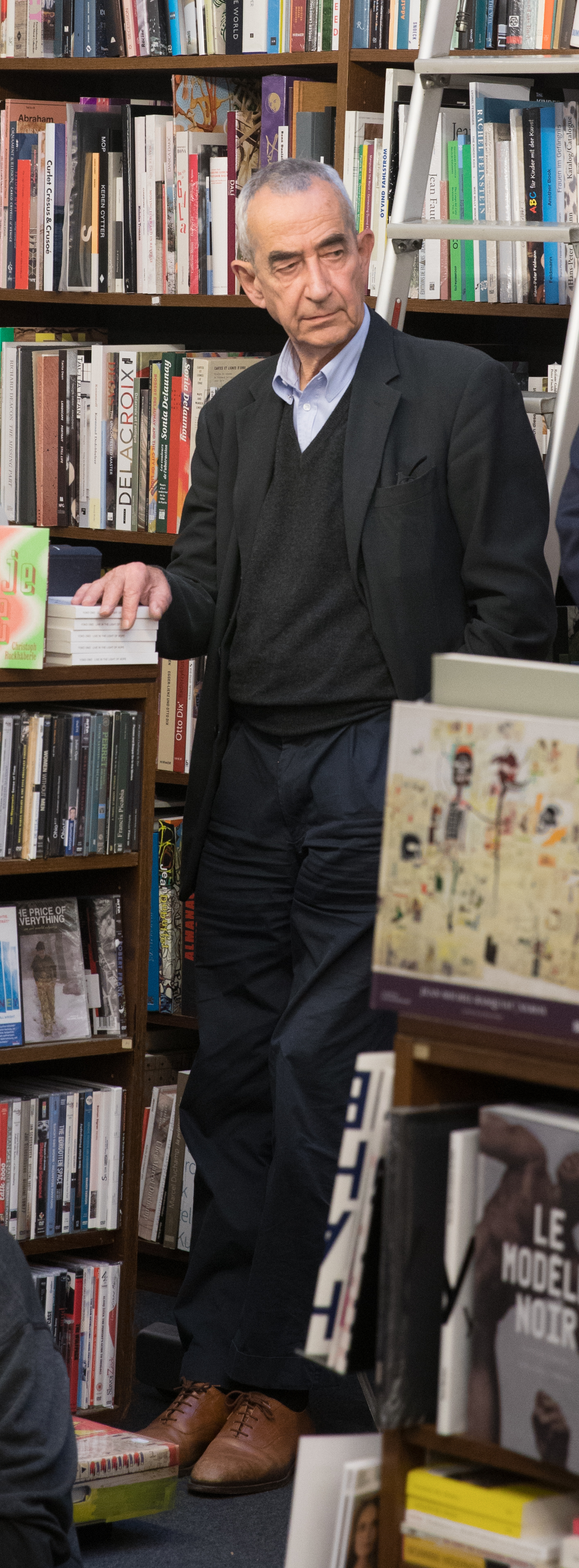
Walther König 2019 in seiner Buchhandlung in Köln

Seit 1983 führte Walther König die verlegerischen Aktivitäten als Verlag der Buchhandlung Walther König, dessen Editionen den Diskurs der zeitgenössischen Kunst verfolgen, innerhalb der Buchhandlung Walther König GmbH & Co. KG fort. 2008 wurde mit 70 Mitarbeitern an zehn inländischen Standorten ein Umsatz von 19 Mio. Euro erwirtschaftet, Anfang 2014 gehören neben dem Stammhaus in Köln Filialen in 15 Städten zum Unternehmen. Anfang 2014 hat Walther König seine Anteile auf seinen Sohn überschrieben und konzentriert sich auf das Antiquariat der Buchhandlung.

## Buchhandlung
Ladengeschäfte gibt es in Deutschland neben dem Stammsitz Köln in Berlin, Bonn, Dresden, Düsseldorf, Essen, Frankfurt, München, Münster, Nürnberg und Stuttgart. Dazu kommen zwei Geschäfte in London, jeweils eins in Wien und Amsterdam. Die Buchhandlungen sind in der Regel in Museen oder in deren Nähe angesiedelt. Filialen befinden sich etwa im Museum Ludwig und in der Bundeskunsthalle in Bonn, auf der Berliner Museumsinsel, im Kunstmuseum Stuttgart, im Stedelijk Museum Amsterdam, im Münchner Haus der Kunst und im Westfälischen Landesmuseum.
2017 erhielt Walther König den Ehrenpreis des Kölner Kulturpreises des Kölner Kulturrates.
2023 wurde ihm für seine besonderen Leistungen in der Kunstvermittlung der ART-COLOGNE-Preis zuverkannt.

## Verlag
Der Verlag der Buchhandlung Walther König unterhält verteilt auf das Bundesgebiet, Benelux, England, Österreich, Schweiz, Südeuropa und USA, ein Händler- und Repräsentantennetz. Von 2009 bis 2020 bestand ein Imprint mit dem August Verlag in Berlin. Seither ist der August Verlag ein Imprint von Matthes & Seitz Berlin.

### Publikationen (Auswahl)
- Sämtliche Publikationen des Neuen Berliner Kunstvereins erscheinen bei Walther König.
  - Marius Babias (Hrsg.): Kunst und Öffentlichkeit : 40 Jahre Neuer Berliner Kunstverein. König, Köln 2009, ISBN 978-3-86560-715-7. (Katalog anlässlich der gleichnamigen Ausstellung im NBK vom 28. März bis 10. Mai 2009.)
- Zu den bekannten Katalogen des Verlages zählen die Ausgaben zur Eröffnung des Museums Ludwig und zur documenta.[4]
- Dieter Schwarz (Hrsg.): Lawrence Weiner: Books 1968–1989. Verlag der Buchhandlung Walther König/Le Nouveau Musée, Köln/Villeurbanne 1989, ISBN 3-88375-111-1.
- Volker Dahmen (Hrsg.); Thomas Weber, Johannes Schilling, Tayfun Belgin: K.F. Dahmen – Werkverzeichnis. Band I 1946–1964 und Band II 1966–1981. Im Verlag der Buchhandlung Walther König, Köln, Gefördert durch die Stiftung Kunstfonds mit Mitteln der VG Bild-Kunst und die Kunststiftung NRW, Köln, ISBN 3-88375-750-0.
- Manfred Speidel, Sebastian Legge: Heinz Bienefeld. Bauten und Projekte. Köln 1991, ISBN 3-88375-131-6.
- Dietrich W. Dreysse: May-Siedlungen. Verlag der Buchhandlung Walther König, Köln 1994 (Architekturführer durch acht Siedlungen des neuen Frankfurt 1926–1930)
- Werner Strodthoff: Peter Kulka. Bauten und Projekte 1990–1995. Köln 1996, ISBN 3-88375-240-1.
- Kolumba (Museum) – Ein Architekturwettbewerb in Köln 1997. ISBN 3-88375-299-1.
- Gerhard Richter – 128 Fotos von einem Bild 1978. 1998, ISBN 3-88375-338-6
- Jasper Cepl: Oswald Mathias Ungers, Eine intellektuelle Biografie. Köln 2007, ISBN 978-3-86560-158-2.
- Harun Farocki, Susanne Koppensteiner (Hrsg.): Harun Farocki, Nebeneinander. Anlässlich der Ausstellung Harun Farocki, Nebeneinander im Museum Moderner Kunst Stiftung Ludwig Wien (23. März 2007 bis 10. Juni 2007), König, Köln 2007, ISBN 978-3-86560-286-2.
- Isa Genzken: Sesam, öffne dich! Hrsg. Kasper König, Nina Gülicher, Andrea Tarsia. Verlag der Buchhandlung Walther König, Köln 2009, ISBN 978-3-86560-583-2. Katalog der Ausstellung im Museum Ludwig und in der Whitechapel Gallery.
- Catherine de Zegher, Angelika Littlefield: Angelika Hoerle : the comet of Cologne Dada. Art Gallery of Ontario, König, Köln 2009, ISBN 978-1-894243-62-9.
- Interieur. Werkschau Andreas Schulze, Leopold-Hoesch-Museum, Düren 2010, ISBN 978-3-86560-879-6
- Bücher für bzw. vom Klinkenhersteller FSB[15]
- Otl Aicher, Robert Kuhn: Greifen und Griffe. 2. Auflage. Verlag der Buchhandlung Walther König, Köln 1995.
- museum in progress (Hrsg.): Artists Talking. DVD 1: Pop Art. ISBN 978-3-96098-243-2; DVD 2: Art and Language. ISBN 978-3-96098-244-9; DVD 3: Conceptual Art. ISBN 978-3-96098-245-6; DVD 4: Performance Art. ISBN 978-3-96098-246-3. Verlag der Buchhandlung Walther König, Köln 2017.

## Filmografie
In zwei Produktionen des Saarländischen Rundfunks spielten Walther König und die Belegschaft der Buchhandlung König Nebenrollen:
- Tag und Nacht, BRD 1986; Regie, Buch: Jürgen Heiter; Kamera: Klaus P. Weber; Musik: Arto Lindsay; mit: Ralf Küpper, Jakob Risch, Britta Nickel, Hans-Heinz Schwarz, Thino Grünwald, Giumaa Abukhdeer, Marcel Heiter, Walther König; 16 mm (Beta-SP-Transfer), 43 min.
- Name gleich Adresse, BRD 1995; Regie, Buch: Jürgen Heiter; Kamera: Bert Stoewesand; mit: Walther König, Jutta Linthe, Kasper König, Reiner Speck, Olaf Möller, Benjamin Katz, Helmut W. Banz, Antonio Quarta, sowie Mitarbeitern der Buchhandlung König in Köln; 16 mm (Beta-Sp-Transfer), 44 min

## Presse (Auswahl)
- „Zu den angesehensten Kunstbuch- und Buchverlagen gehört Walther König und besonders die zugehörige Buchhandlung in Köln.“[16]
- „Köln: Die Kölner Niederlassung in der Ehrenstraße nimmt für sich in Anspruch, die größte Kunstbuchhandlung der Welt zu sein.“[17]
- Berühmte Museen, billige Arbeitskräfte: Werkstudierende bei Walther König protestieren.[18]
- „So eine Eskalation hätte keiner erwartet.“[19]
- Prekäre Beschäftigung im Buchhandel, Arbeitskampf zwischen Kunstbänden[20]
- Arbeitskampf im Museumsbuchhandel: Minusstunden in den Museumsshops.[21]
- In der Corona-Krise kämpfen Angestellte der Buchhandlung Walther König für ihre Rechte.[22]

## Ausstellungen (Auswahl)
- Erfolgsprogramm Künstlerbücher. Der Verlag der Buchhandlung Walther König. Kuratorin: Eva Linhart. Museum Angewandte Kunst. Frankfurt am Main. 7. Mai–28. August 2022.[23][24]